# Гали, Бутрос
Бутрос Гали (араб. بطرس غالي‎; 1846 — 21 февраля 1910) — египетский государственный деятель, премьер-министр страны в начале XX века.

## Биография
Родился в семье христиан-коптов в селе Кимани-аль-Арус, в мухафазе Бени-Суэйф. Изучал арабский, турецкий, персидский, английский и французский языки.
После получения образования стал учителем церковной школы. Публичную карьеру начал в 1875 году назначением на должность канцеляриста во вновь смешанном суде[что?] Шарифа-паши. Впоследствии стал представителем египетского правительства в Комиссии по вопросам государственного долга. С 1879 года начал работать в министерстве юстиции, получив должность генерального секретаря министерства с титулом «бей». В сентябре 1881 года назначен на должность первого секретаря Совета министров, впрочем, в октябре того же года вернулся к работе в министерстве юстиции. По ходатайству Махмуда Сами аль-Баруди Гали был удостоен титула «паша», став первым коптом, который получил такое звание в Египте. В 1886 году назначен председателем комиссии по отбору шариатских (мусульманских) судей, что было необычным, учитывая его религиозные убеждения (христианин), и привело к протестам мусульман.
Первым министерским постом Гали стал пост министра финансов (1893). В 1894 году он получил должность министра иностранных дел, а 8 ноября 1908 года — пост премьер-министра, заменив Мустафу Фахми-пашу. Находясь на посту главы правительства, сохранил за собой пост министра иностранных дел.
Гали обвиняли в содействии британским войскам в расправе над жителями деревни Деншавай в 1906 году. 20 февраля 1910 года в Бутроса Гали стрелял Ибрагим Нассеф аль-Вардана, 23-летний выпускник-фармацевт, когда Гали выходил из здания министерства иностранных дел. Он умер от полученных ранений 21 февраля.
Убийца учился в Лозанне, Париже и Лондоне, был членом партии Мустафы Камиля. Отец Вардана был губернатором, а его дядя — пашой. Вардан был казнён 28 июня 1910 года.
Убийство Гали стало первым в череде убийств, продолжавшихся до 1915 года. Оно также стало первым публичным убийством высшего государственного деятеля в Египте за 100 лет.
В 1901 году награждён португальским Орденом Непорочного зачатия Девы Марии Вила-Висозской.

## Семья
- Юсуф Бутрос-Гали (Yusuf Butros Ghali), отец Бутроса Бутрос-Гали, 6-го Генерального секретарь ООН.
- Васиф Бутрос-Гали паша (англ., Wasif Butrus Ghali Pasha, 1878–1958), дипломат, министр иностранных дел Египта.
- Наджиб Бутрос-Гали (Najib Boutros Ghali), министр сельского хозяйства Египта в 1921 году.
- Миррит Бутрос-Гали (Mirrit Boutros-Ghali), писатель, предприниматель, юрист.